# Unfinished Business Vol. 1
Unfinished Business Vol. 1 to wydana w 2003 roku składanka amerykańskiej grupy Ruff Ryders. Poza znanymi członkami grupy, wystąpili młodzi, tacy jak Aja Smith czy Reed Dollars.

## Lista utworów
1. "Ruff Ryders Radio (skit)"
2. "We're Back" (DMX ft. Eve & Jadakiss)
3. "Freestyle" (Infa.Red & Cross)
4. "Respect My Gangsta" (Drag-On ft. Styles P)
5. "You Ain't Shit" (Jadakiss ft. 2Pac)
6. "Freestyle" (Drag-On)
7. "Untouchables" (DMX ft. Infa.Red & Cross, Sheek Louch & Drag-On)
8. "U Can Get It" (Aja Smith)
9. "Put Your Drinks Down" (Drag-On)
10. "Learn Chinese" (Jin)
11. "Don't Mean Nothin to Me" (Sheek Louch ft. D-Block)
12. "Where the Hood At" (DMX ft. Drag-On, Sheek Louch, Eve, Jadakiss & Styles P)
13. "You Had Me (Remix)" (Drag-On ft. Eve & Aja Smith)
14. "Freestyle" (Reed Dollars)
15. "Can't Believe" (I Can Do ft. Drag-On)
16. "Put Your Drinks Down (Clean)" (Drag-On)
17. "Learn Chinese (Clean)" (Jin)
18. "Freestyle (Clean)" (Infa.Red & Cross)
19. "Where the Hood At (Clean)" (DMX ft. Drag-On, Sheek Louch, Eve, Jadakiss & Styles P)

### Pochodzenie/wykorzystanie niektórych utworów
Grand Champ – DMX
- "Ruff Ryders Radio (skit)"
- "We're Back" (DMX ft. Eve & Jadakiss)
- "Untouchables" (DMX ft. Infa.Red & Cross, Sheek Louch & Drag-On)

Hell and Back – Drag-On
- "Respect My Gangsta" (Drag-On ft. Styles P)
- "Put Your Drinks Down" (Drag-On)
- "You Had Me (Remix)" (Drag-On ft. Eve & Aja Smith)

The Rest Is History – Jin
- "Learn Chinese" (Jin)

Rap Phenomenon II – 2Pac
- "You Ain't Shit" (Jadakiss ft. 2Pac)

Walk Witt Me – Sheek Louch
- "Don't Mean Nothin to Me" (Sheek Louch ft. D-Block)

Where Ya Hood at Part 2 – DJ Clue
- "Where the Hood At" (DMX ft. Drag-On, Sheek Louch, Eve, Jadakiss & Styles P)